# 妹尾郵便局
妹尾郵便局（せのおゆうびんきょく）は、岡山県岡山市南区にある郵便局。民営化前の分類では集配普通郵便局であった。

## 概要
住所：〒701-0299 岡山県岡山市南区妹尾856-1

## 沿革
- 1878年（明治11年）7月16日 - 妹尾郵便局（五等）として開設[1]。
- 1882年（明治15年）8月16日 - 為替・貯金取扱を開始。
- 1884年（明治17年） - 為替・貯金取扱を廃止。
- 1897年（明治30年）3月26日 - 妹尾郵便電信局となる。
- 1903年（明治36年）4月1日 - 通信官署官制の施行に伴い妹尾郵便局となる。
- 1965年（昭和40年）8月22日 - 電話交換および和文電報配達業務を妹尾電報電話局に移管[2]。
- 1966年（昭和41年）4月1日 - 特定郵便局から普通郵便局に局種別改定。
- 2000年（平成12年）8月14日 - 外国通貨の両替および旅行小切手の売買に関する業務取扱を開始。
- 2007年（平成19年）10月1日 - 民営化に伴い、併設された郵便事業妹尾支店に一部業務を移管。
- 2012年（平成24年）10月1日 - 日本郵便株式会社の発足に伴い、郵便事業妹尾支店を妹尾郵便局に統合。
- 2017年（平成29年）3月13日 - 迫川郵便局から「709-12xx」区域の集配業務を移管。

## 取扱内容
- 郵便、印紙、ゆうパック、内容証明
- 貯金、為替、振替、振込、国際送金、国債、投資信託
- 生命保険、バイク自賠責保険、自動車保険
- ゆうちょ銀行ATM
- 岡山市南区内の一部地域（妹尾、福田、興除、藤田地域：701-02xx、灘崎地域（植松を除く）：709-12xx）の集配業務
- ゆうゆう窓口

## 周辺
- 岡山市南区役所妹尾地域センター
- 西ふれあいセンター
- 岡山市立せのお病院
- 天満屋ハピータウン妹尾店
- 国道2号（岡山バイパス）

## アクセス
- JR宇野線（宇野みなと線・瀬戸大橋線） 妹尾駅から徒歩約15分
- 瀬戸中央自動車道 早島ICから東へ約5km
- 岡山県道152号倉敷妹尾線沿い
- 駐車場あり：21台